# Sinovite vilonodular pigmentada
Sinovite vilonodular pigmentada é uma condição benigna e rara que afeta as articulações e tendões. Aproximadamente 75% dos casos envolvem os joelhos. Os sintomas, como por exemplo dor, são sentidos na área afetada.

## Tratamento
A forma mais comum de tratamento é uma cirurgia no local afetado.

## Diagnóstico
O diagnóstico pode ser feito por radiografias e técnicas como imagem por ressonância magnética.